# Ignace Joseph Pleyel
Pour les articles homonymes, voir Pleyel (homonymie).
Ignace Joseph Pleyel ([plɛjɛl], né le 18 juin 1757 à Ruppersthal (de) (aujourd'hui dans Großweikersdorf), près de Vienne, et mort le 14 novembre 1831 à Paris, est un compositeur, éditeur de musique et facteur de pianos autrichien naturalisé français, fondateur des pianos Pleyel, facteur de pianos officiel du roi sous la Restauration et sous la monarchie de Juillet.

## Biographie

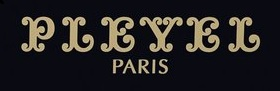
Logo des pianos Pleyel fondés par Ignace, de nos jours.

Il naît Ignaz Pleyl (pron. allemande [ˈplaɪ̯.l̩], sans le « e ») de Martin Pleyl, maître d'école, organiste et sacristain en une seule personne,. Son fils Ignaz compte parmi ses élèves et il lui donne sa première éducation musicale. Ignaz montrant un certain talent musical, ses parents l'envoient en formation à Vienne. À douze ans il s'y perfectionne auprès du compositeur Jean-Baptiste Vanhal. C'est le comte Ladislaus (1746–1786), membre de la célèbre famille Erdődy, qui comme mécène lui procure les fonds nécessaires pour étudier auprès de Joseph Haydn à Eisenstadt.
En 1777, Pleyel est nommé directeur de la musique de cour de son mécène, puis devient maître de musique et chef d’orchestre à la cour du prince Esterhazy à Eisenstadt et publie en 1782 un premier quatuor à cordes. Plusieurs sources supposent qu'il effectue à cette époque des séjours de perfectionnement en Italie. En 1783, une place est libre à la cathédrale de Strasbourg,. Il est nommé en 1784 directeur de la musique de la cathédrale, sous les ordres de François-Xavier Richter ; il lui succède à sa mort en 1789 comme maître de chapelle. Entre-temps, il a obtenu la nationalité française et a adopté le nom d'Ignace Pleyel. Cela ne va pas l'empêcher pour autant d'être bientôt suspect aux yeux des révolutionnaires.

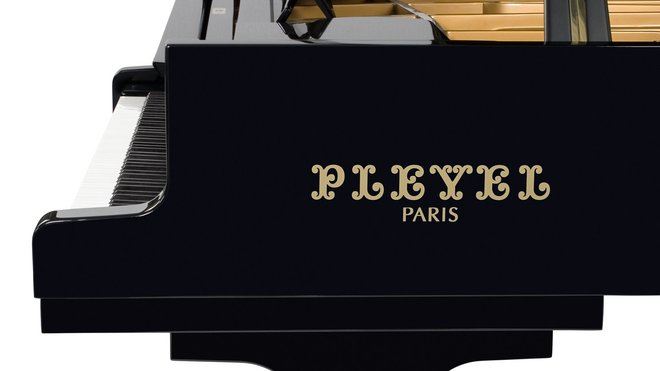
Grand piano à queue de concert P280.

Les troubles politiques qui accompagnent la Révolution française le poussent à partir, en décembre 1791, pour l’Angleterre (où il retrouva Joseph Haydn) sur invitation des Professional Concerts dirigés par le violoniste Wilhelm Cramer. À Londres, en 1791, son ancien professeur et ami Joseph Haydn a beaucoup de succès aux Concerts Salomon. Le concurrent de Salomon (le Professional Concert) fait venir Pleyel pour tenir l'affiche contre Haydn ; le succès de Pleyel est lui-même « prodigieux » et le retentissement du duel maître — élève dépasse les frontières de l'Angleterre.
À son retour en France, il est arrêté par les révolutionnaires, il perd son poste de maître de chapelle à la cathédrale de Strasbourg.

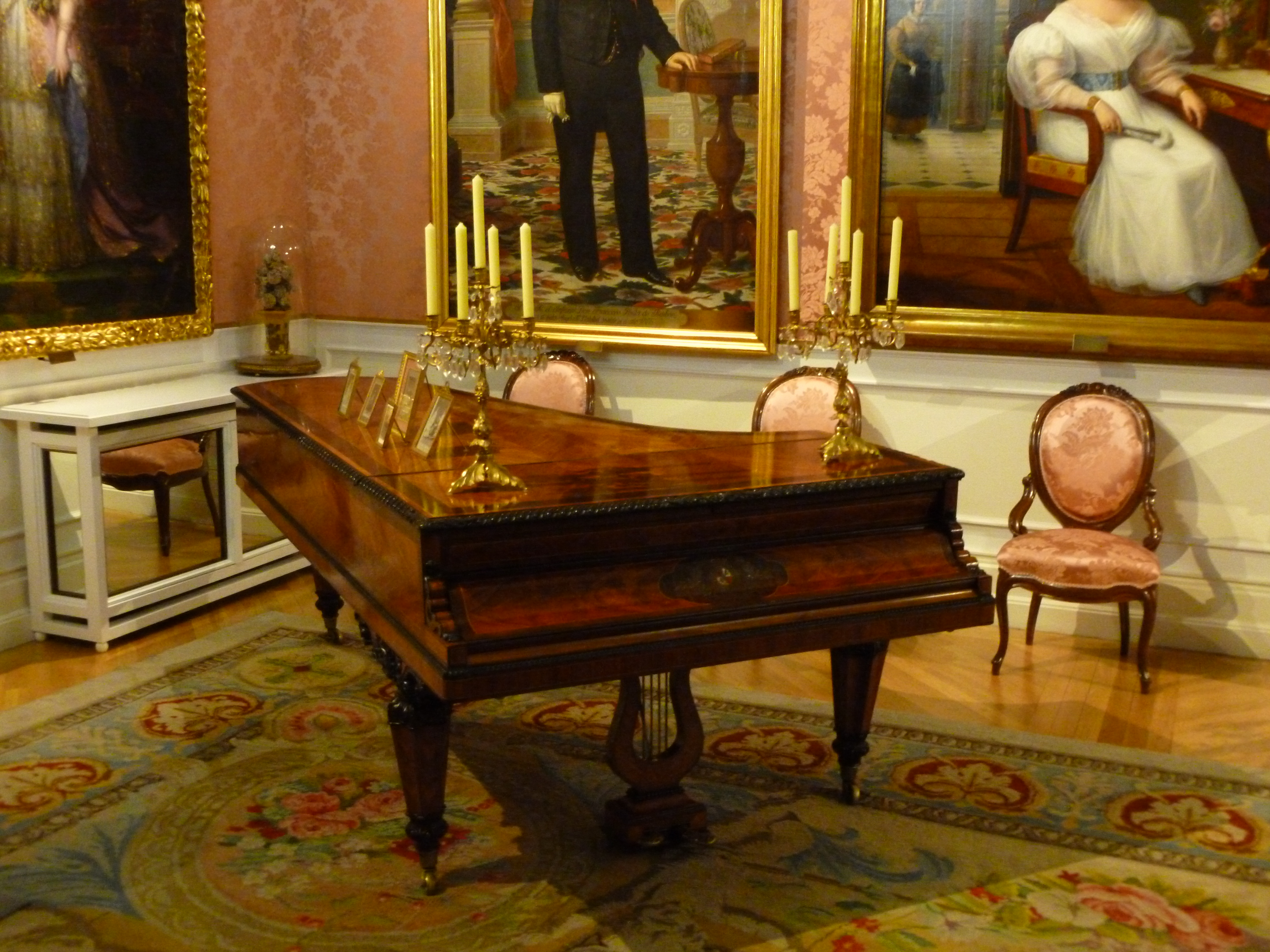
Piano Pleyel à queue marqueté, au Musée du romantisme de Madrid.

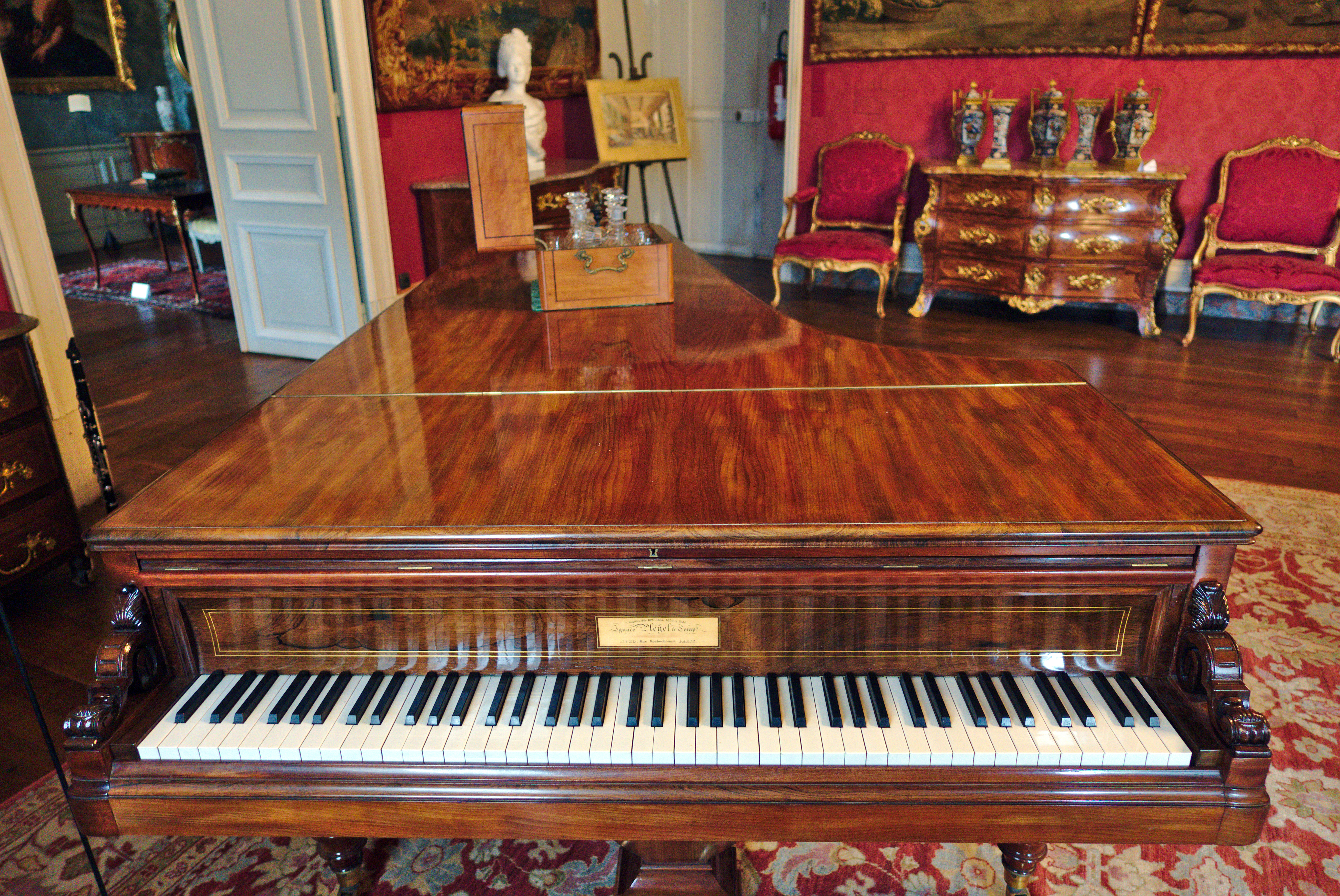
Piano Pleyel à queue de George Onslow en hêtre, érable et épicéa de 1845, au château d'Aulteribe

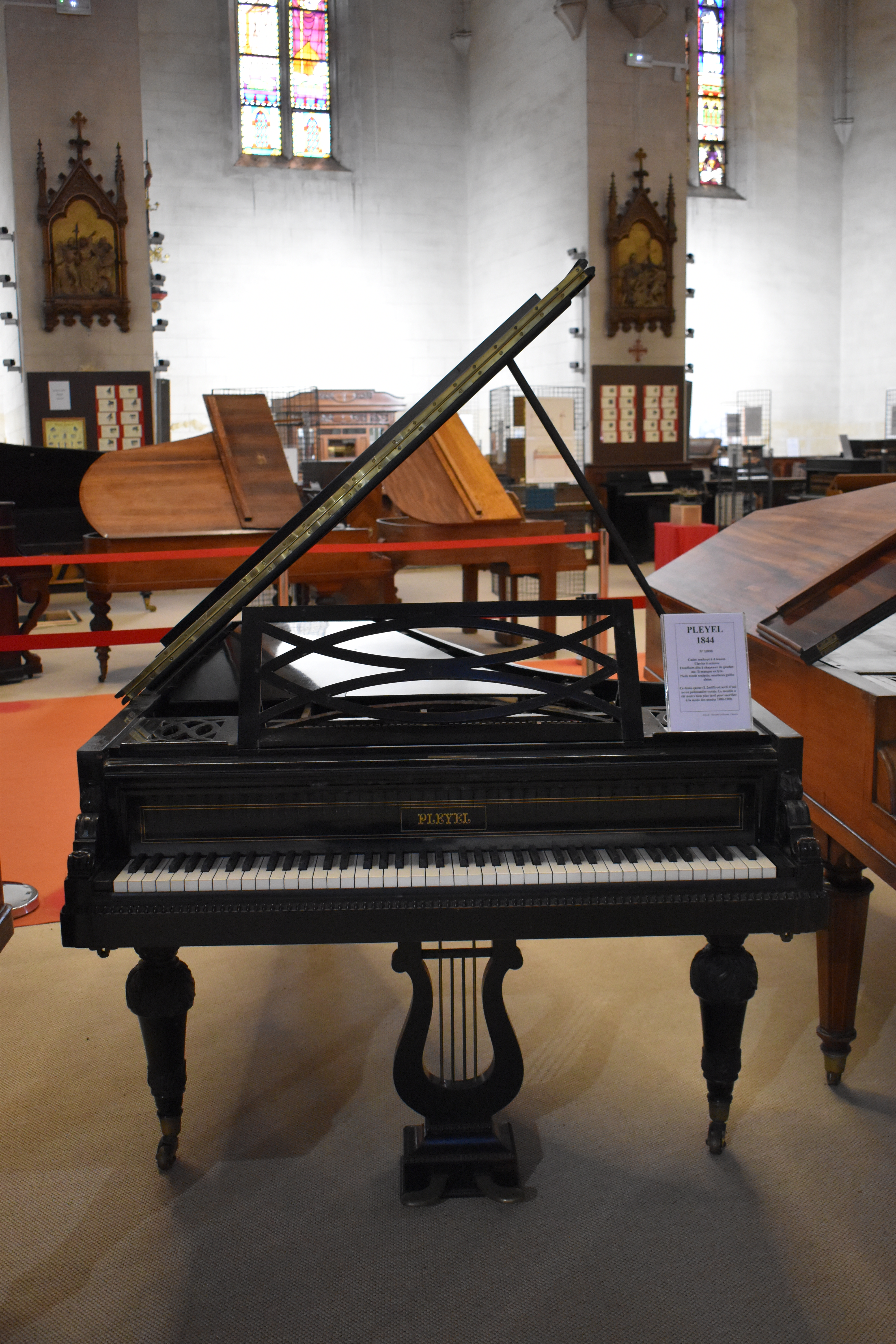
Piano à queue de 1844 Pleyel.

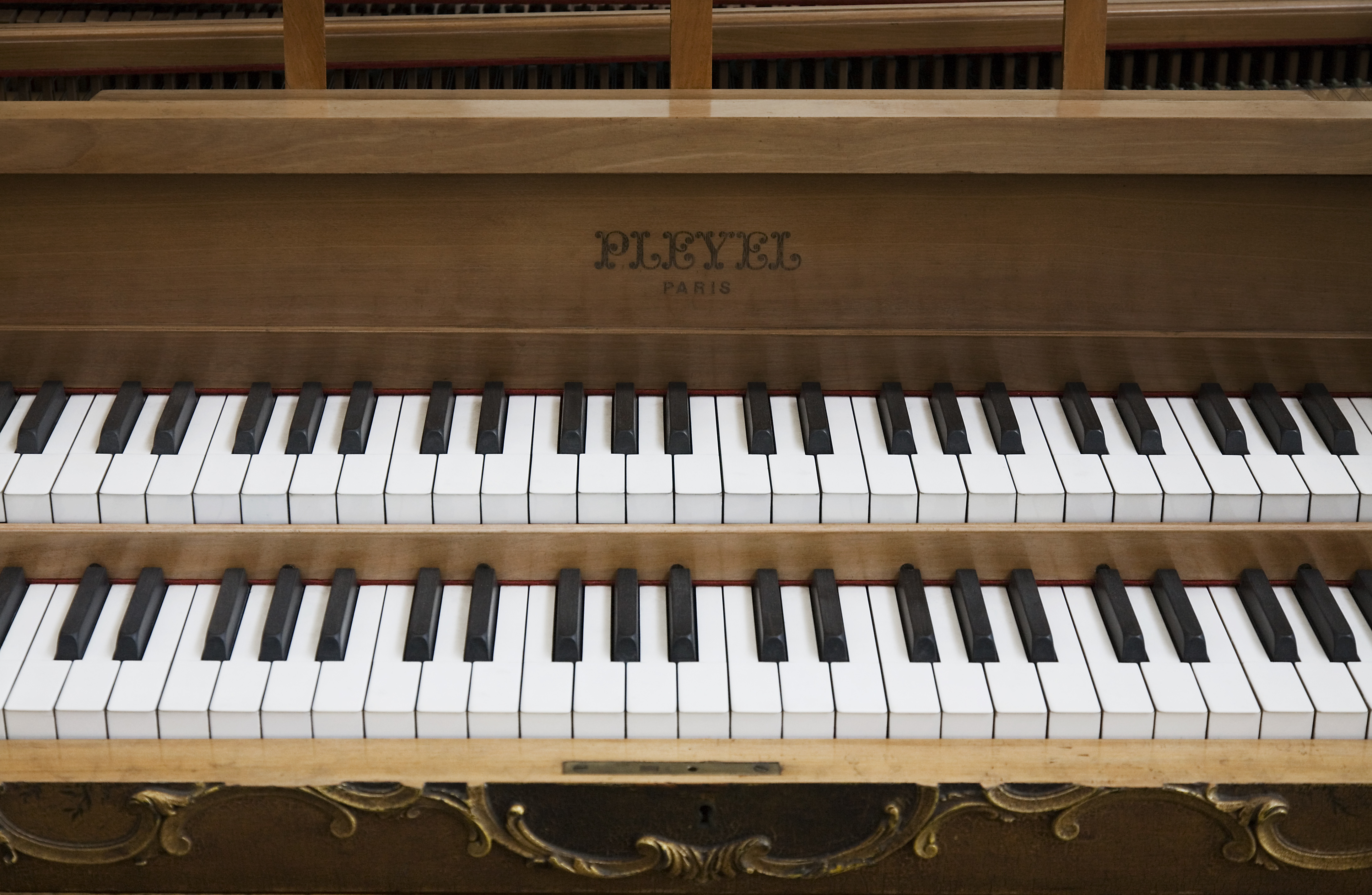
Claviers du clavecin Pleyel de 1889.

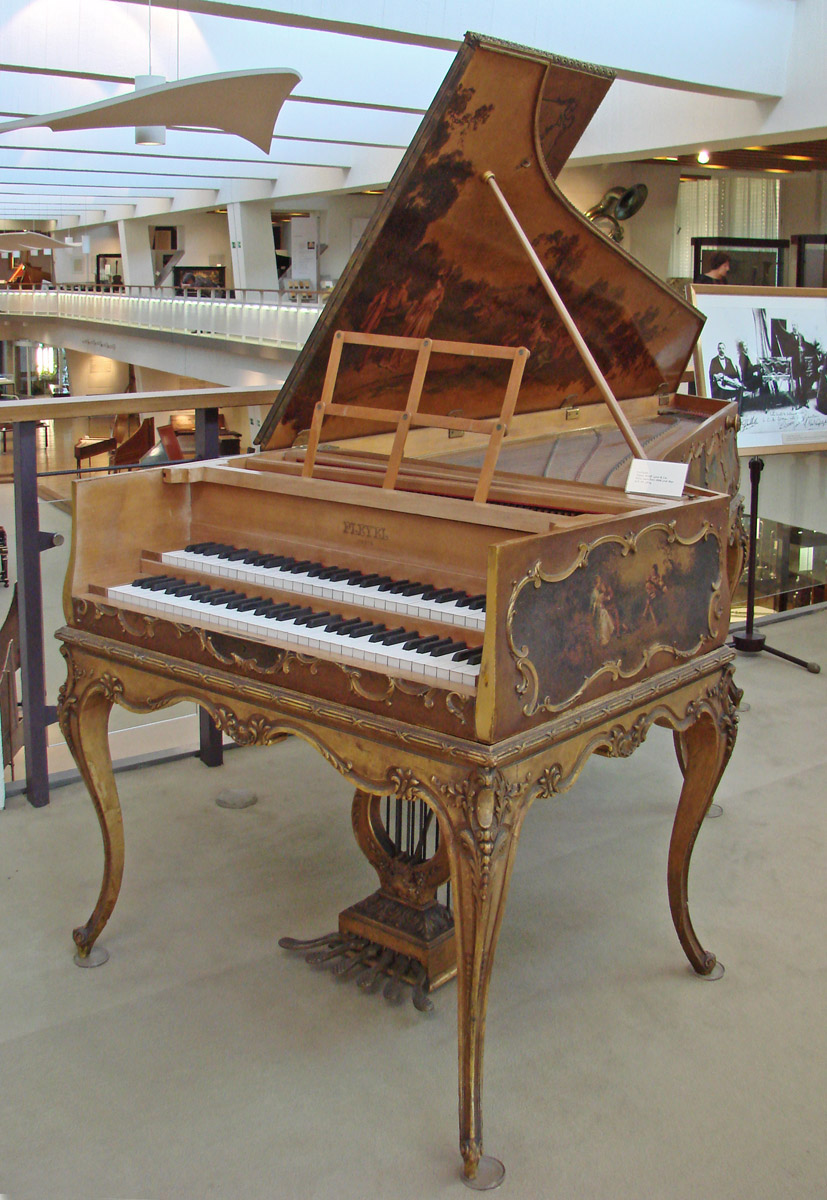
Clavecin de 1889 Pleyel au musée de Berlin.

Sous la Terreur, il comparaît pas moins de sept fois devant le Comité de salut public et ne devra son salut qu’à la composition notamment de l’hymne fleuve La Révolution du 10 août (voir plus bas). Dès lors il est sollicité de nombreuses fois pour composer ou jouer des hymnes lors de fêtes révolutionnaires, il avait déjà composé en 1791 un Hymne à la liberté avec Rouget de Lisle. Il compose les pièces révolutionnaires : La Prise de Toulon, Hymne de Pleyel chanté au Temple de la Raison, Hymne à l'Être Suprême et l'hymne fleuve cité plus haut La Révolution du 10 août ou le Tocsin allégorique, toutes en l'an II. Cette dernière œuvre, pour l'anniversaire de la journée du 10 août 1792, est composée en quelque sorte le fusil sur la tempe après un travail de sept jours et sept nuits, avec deux gendarmes à la porte et le librettiste lui donnant ses instructions. Les révolutionnaires enthousiastes vont alors l'inscrire au tableau d'honneur des artistes révolutionnaires. Il a probablement contribué à la musique de La Marseillaise, bien que la paternité exacte de la mélodie de l'hymne national français reste toujours discutée. De retour à Strasbourg, il achète le château d'Ittenwiller à Saint-Pierre.
Après la chute de Robespierre et la fin de la Terreur, avec l'avènement du Directoire le calme revenant peu à peu en France, on le retrouve en 1795 à Paris. Sa musique, point trop technique ou difficile, est célèbre. Il ouvre son premier commerce de musique et une maison d'édition musicale ouverte dans le quartier de la Chaussée d'Antin. Au même moment, il élabore une Méthode pour le piano forte avec Jan Ladislav Dussek, et publie certaines de ses œuvres, puis celles de ses confrères. Il crée, quelques années plus tard, une collection de partitions en format de poche à bas prix qu’il appela la « Bibliothèque musicale ». Les éditions de la Maison Pleyel, fondée en 1797, publieront durant leurs 39 ans de vie environ 4 000 compositions, dont une édition complète des quatuors à cordes de Haydn (1801) et des œuvres d'Adam, Boccherini, Beethoven, Clementi, Cramer, Dussek, Hummel et Onslow,. En 1798, la compositrice Françoise Élisabeth Desfossez lui dédie un recueil de trois sonates.

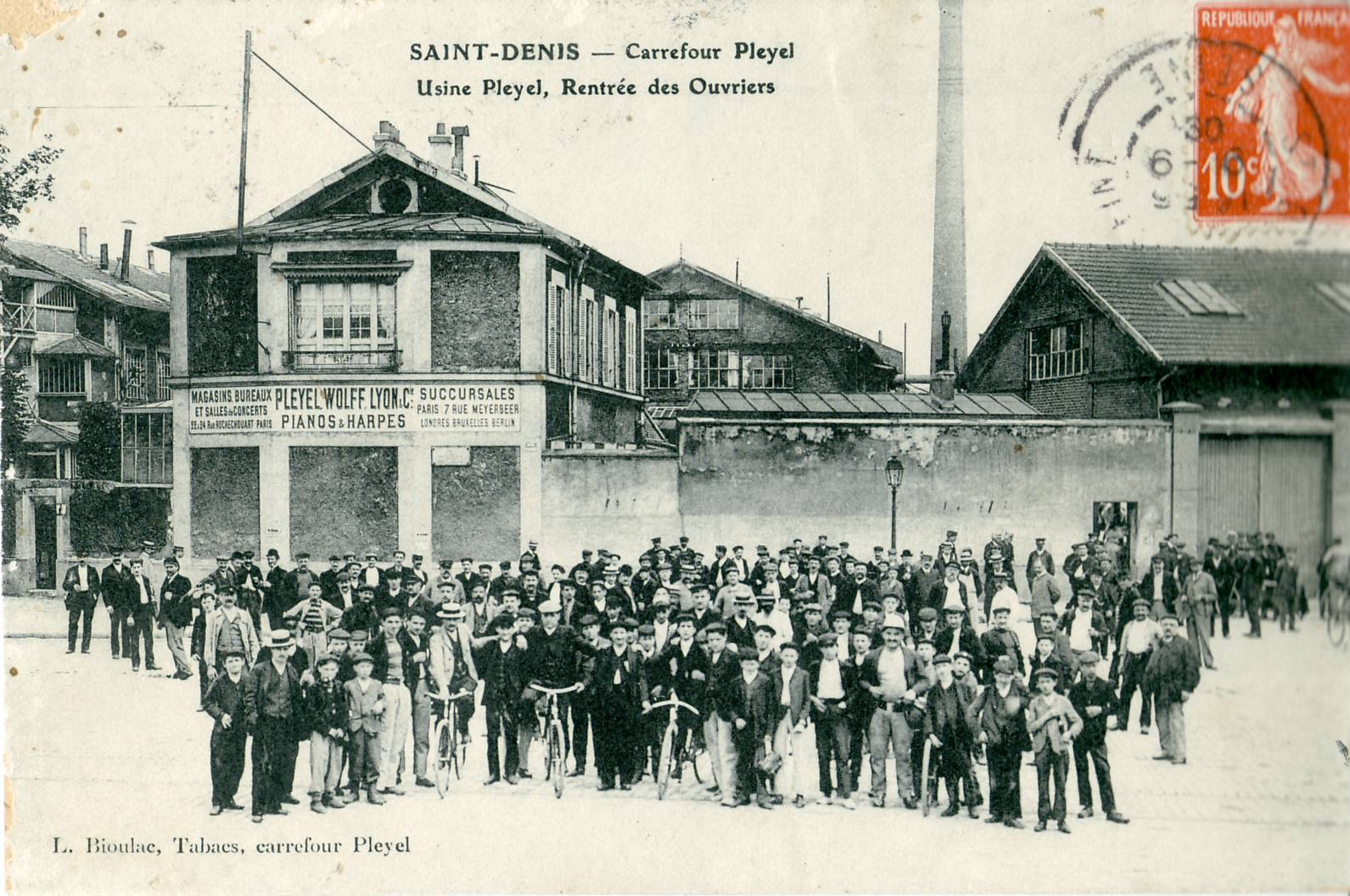
La fabrique Pleyel à Saint-Denis, avant 1903.

Désirant adapter les instruments aux exigences des compositeurs et interprètes, il conçoit en 1802 son premier piano (prémices de la Maison Pleyel) muni d'un échappement simple où les cordes sont frappées par un marteau et non plus pincées (comme pour le clavecin). Le mérite de l'« échappement double », qui permet la répétition rapide d'une note, reviendra pour sa part en 1821 à Sébastien Érard à la tête des pianos Érard qui c'est à noter a précédé de quelques dizaines d'années jusqu'à la Révolution, Ignace et Camille Pleyel (voir infra) dans le charge de facteur de piano du Roi. Pleyel dépose son brevet en 1807.
Pleyel revient à Vienne pour affaires en 1805, délaissant de plus en plus la composition ; il y revoit son vieux maître Haydn et entend jouer Beethoven, autre élève de Haydn. Il fonde en 1809 la manufacture de pianos qui porte son nom. Les affaires prennent davantage d'importance dans sa vie et sa production musicale en souffre, Pleyel composant encore quelques duos pour violon et alto en 1812. Aucune autre œuvre ne semble avoir été composée après cette date.
En 1810 il est nommé facteur d'instruments du roi de Westphalie, première reconnaissance officielle à ce niveau. En 1824, il commence à confier l’entreprise à son fils Camille qui poursuit alors une carrière de concertiste. La reconnaissance pour son entreprise devient bientôt royale aussi en France car, déjà nommé en 1827 fabricant de pianos à queues du duc d'Orléans, Ignace Pleyel est nommé en 1829, conjointement avec son fils Camille, facteur de pianos du roi. En 1831, à la suite de l'avènement de la monarchie de Juillet, il est de nouveau nommé à cette charge par le nouveau Roi qui nomme aussi dans le même temps son fils Camille, facteur de harpes du Roi.
En 1788, Pleyel a épousé Françoise-Gabrielle Lefebvre, la fille d'un tisserand strasbourgeois. Le couple a eu quatre enfants, l'aîné étant leur fils Camille. Marie Moke (1811-1875), l'épouse de Camille, était une pianiste parmi les plus accomplies de son temps.

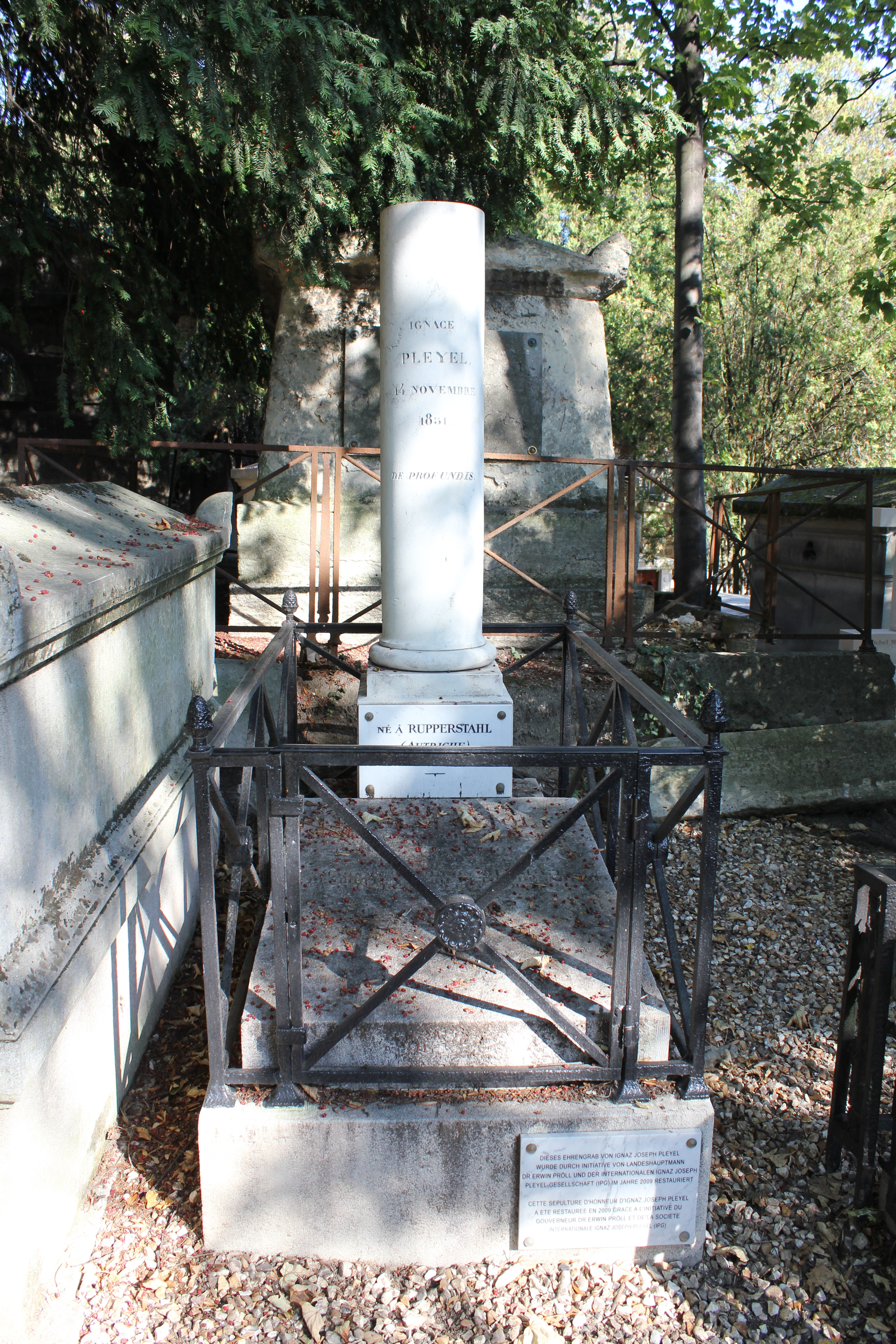
Tombe d'Ignace Pleyel au cimetière du Père-Lachaise (division 13).

Vers la fin de sa vie, il se retire loin de Paris, à Saint-Prix, et s'y livre au jardinage. Il y meurt en 1831. La tombe familiale se trouve au cimetière du Père-Lachaise (division 13).
Son fils Camille devenu à son tour facteur de pianos et de harpes du Roi, continue son travail à la tête de la fabrique de pianos Pleyel. Il sera aussi à l'origine de la première salle Pleyel, déplacée depuis, qui sera un des hauts lieux de la vie musicale classique à Paris jusqu'en 2015.
Pleyel est cité comme compositeur maçonnique,.

## Œuvres
À la fin du XVIIIe siècle, Ignace Pleyel était un des musiciens français les plus populaires et les plus joués, son talent était unanimement apprécié, y compris par ses confrères, au premier rang desquels Wolfgang Amadeus Mozart. Il est à cette époque un compositeur prolifique, et il laissa derrière lui une œuvre abondante : quarante et une symphonies, six symphonies concertantes, soixante-quatre duos, deux opéras, et de très nombreux octuors, septuors, quintettes ou quartettes (voir le détail qui suit).
Pleyel est un exemple de ces compositeurs qui furent célébrissimes en leur temps (sa musique s'était fait un chemin jusque dans la Sacred Harp des États-Unis) mais dont la musique est aujourd'hui presque tombée dans l'oubli.

### Œuvres orchestrales
Pleyel a laissé de nombreuses compositions, dont les plus connues sont instrumentales :
- 41 symphonies composées entre 1778 et 1805
- 6 symphonies concertantes
  - Ben111 : pour violon, alto, violoncelle et hautbois, en mi-bémol majeur (1786)
  - Ben112 : pour violon et alto, en si majeur (1791)
  - Ben113 : pour deux violons, alto, violoncelle, flûte, hautbois et basson, en fa majeur (1792)
  - Ben114 : pour deux violons (ou piano et violon), en la majeur (1792)
  - Ben115 : pour flûte, hautbois, cor et basson (ou violon), en fa majeur (1805)
  - Ben115a : pour flûte, hautbois, cor et basson (ou violon), en fa majeur (1805)
  - Ben116 : pour piano et violon, en fa majeur (?)
- 9 concertos (dont un perdu)
  - Ben101 : pour violoncelle, en ut majeur (1782-84)
  - Ben102 : pour violoncelle, en ré majeur (1782-84, perdu)
  - Ben103 : pour violon, en ré majeur (1785-87)
  - Ben103a : pour violon, en ré majeur (1788)
  - Ben104 : pour violoncelle, en ut majeur (1788-89)
  - Ben105 : pour alto ou violoncelle, en ré majeur (1790)
  - Ben106 : pour clarinette ou flûte ou violoncelle, en ut majeur (1797)
  - Ben107 : pour basson en si-bémol majeur (?)
  - Ben108 : pour violoncelle en ut majeur (?)

### Musique vocale
- Deux opéras
  - La Fée Urgèle, opéra pour marionnettes en 4 actes (1776)[18]
  - Iphigénie en Aulide, opéra en 3 actes (1785)
- Un requiem (1796-97)
- Un grand nombre de lieder

### Musique de chambre
- 17 quintettes
- 85 quatuors, dont 70 quatuors à cordes :
  - Op. 1 : Ben301 à 306 (1782-83), dédiés au comte Erdődy et admirés par Mozart dans une lettre adressée à son père Leopold le 24 avril 1784.
  - Op. 2 : Ben307 à 312 (1784), dédiés à Joseph Haydn.
  - Op. 3 : Ben313 à 318 (1785)
  - Op. 4 : Ben319 à 324 (1786)
  - Op. 5 : Ben325 à 326 (1786? probablement avant 1782)
  - Ben327 à 330 (1786?)
  - Ben331 à 342 (1786), dédiés à Frédéric-Guillaume II de Prusse.
  - Ben343 à 345 (1788)
  - Ben346 à 351 (1788), dédiés au Prince de Galles, futur George IV.
  - Ben352 (1788)
  - Ben353 à 358 (1791), dédiés à Ferdinand Ier.
  - Ben359 à 364 (1792)
  - Ben365 à 367 (1803), dédiés à Luigi Boccherini.
  - Ben368 à 370 (1810)
- 48 trios
- 64 duos

### Écrits
- Une méthode de piano (1797)

## Les pianos Pleyel
Articles principaux : Pleyel et Cie et Salle Pleyel

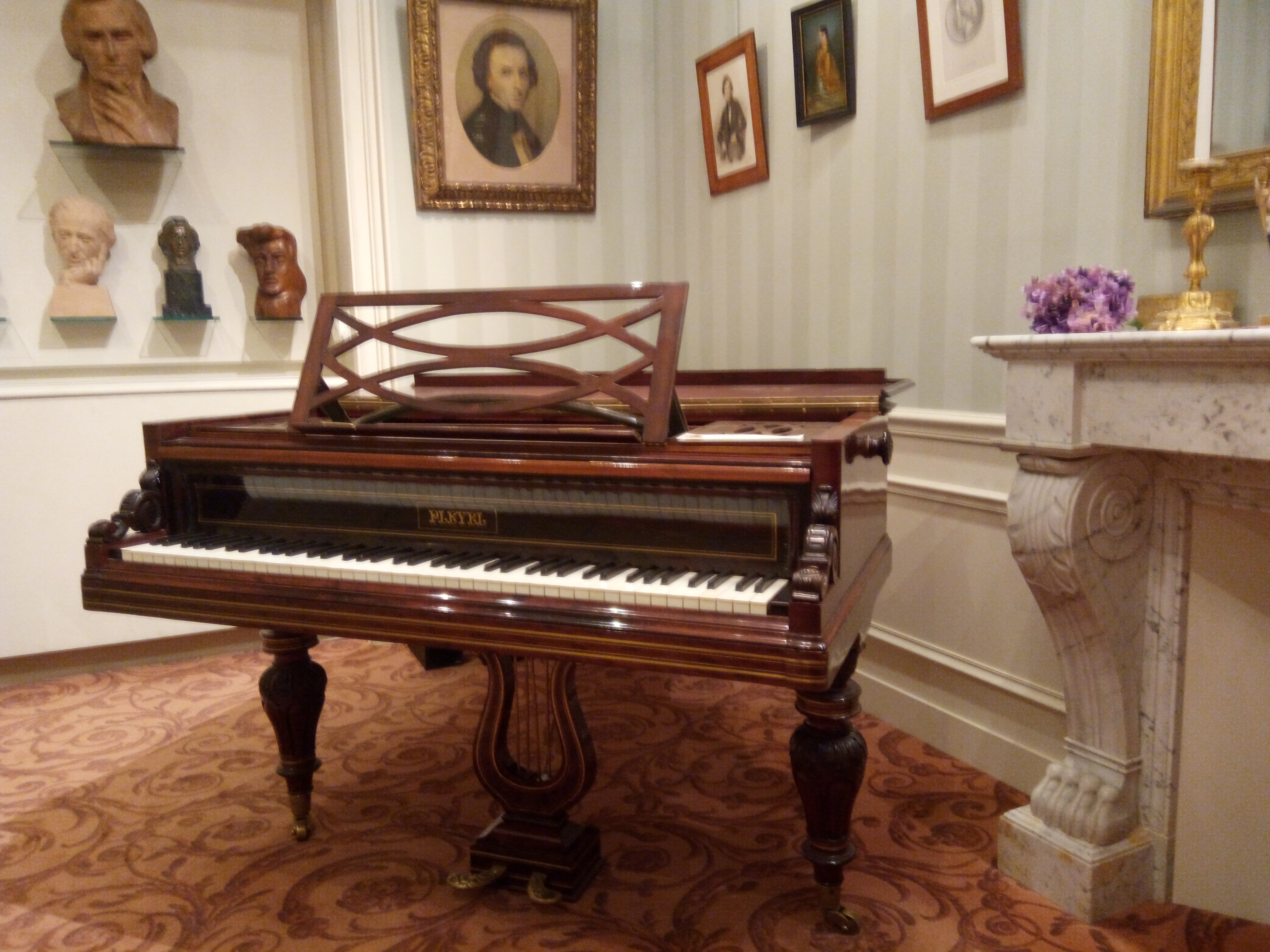
Piano Pleyel à queue de Frédéric Chopin, au musée Chopin de Paris.

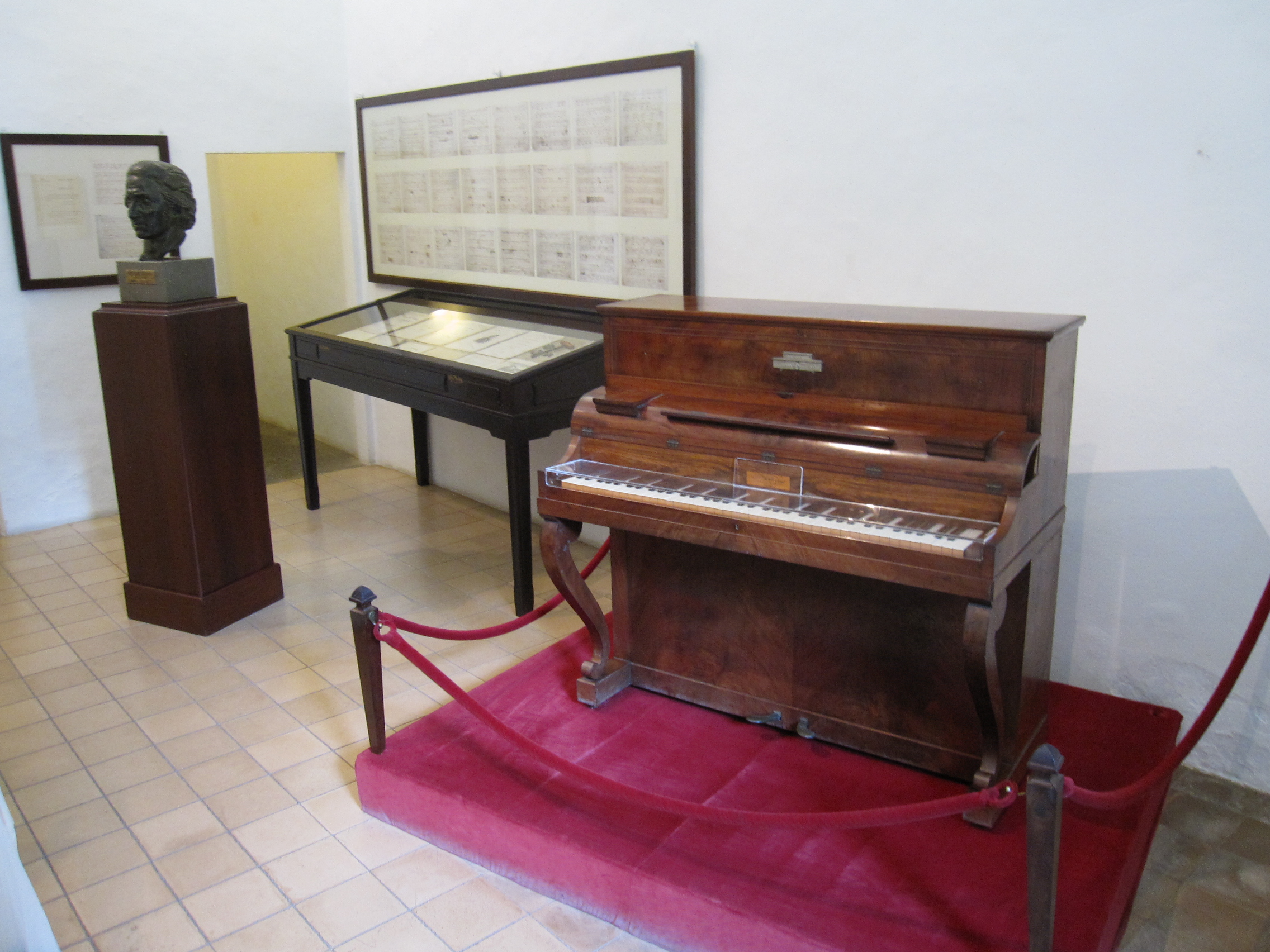
Piano Camille Pleyel de Chopin à Valldemossa.

L’entreprise de pianos Pleyel et Cie a été fondée par Ignace Pleyel et poursuivie par son fils, Camille (1788-1855). L’entreprise a fourni des pianos utilisés par Frédéric Chopin, qui considérait les pianos Pleyel comme « nec plus ultra » du piano.
Depuis 2017, la marque est la propriété de la société Algam, distributeur officiel de 150 marques d'instruments de musique et de matériel audio. Le rachat des pianos Pleyel est intervenu à l'initiative de Gérard Garnier, président d'Algam,, qui relance la production de pianos français, la sortie des premiers exemplaires intervient à partir fin 2021 et de début de 2022.
En septembre 2009, le facteur de pianos Paul McNulty a créé une réplique du modèle de 1830 du piano de Pleyel, qui se trouve maintenant dans la collection de l'Institut Fryderyk Chopin à Varsovie et a été utilisé lors du 1er concours international de piano sur instruments d'époque.

## Hommage
Est nommé en son honneur (11524) Pleyel, un astéroïde de la ceinture principale découvert en 1991.

## Enregistrement
- Clarinet Concertos 1 & 2 - Sinfonia Concertante par Dieter Klöcker et Sandra Arnold (clarinettes), avec le Südwestdeutsches Kammerorchester Pforzheim, dir. Sebastian Tewinkel (CPO 777 241-2, 2008)

## Liens contextuels
- Pleyel, le nom de la manufacture de piano
- Camille Pleyel, son fils
- Salle Pleyel